# WEDWay PeopleMover
WEDWay PeopleMover est une attraction du Magic Kingdom de Walt Disney World Resort, utilisant la technique WEDWay. Elle consiste en des petits véhicules qui font le tour du land. Elle a été rebaptisée Tomorrowland Transit Authority en 1994.

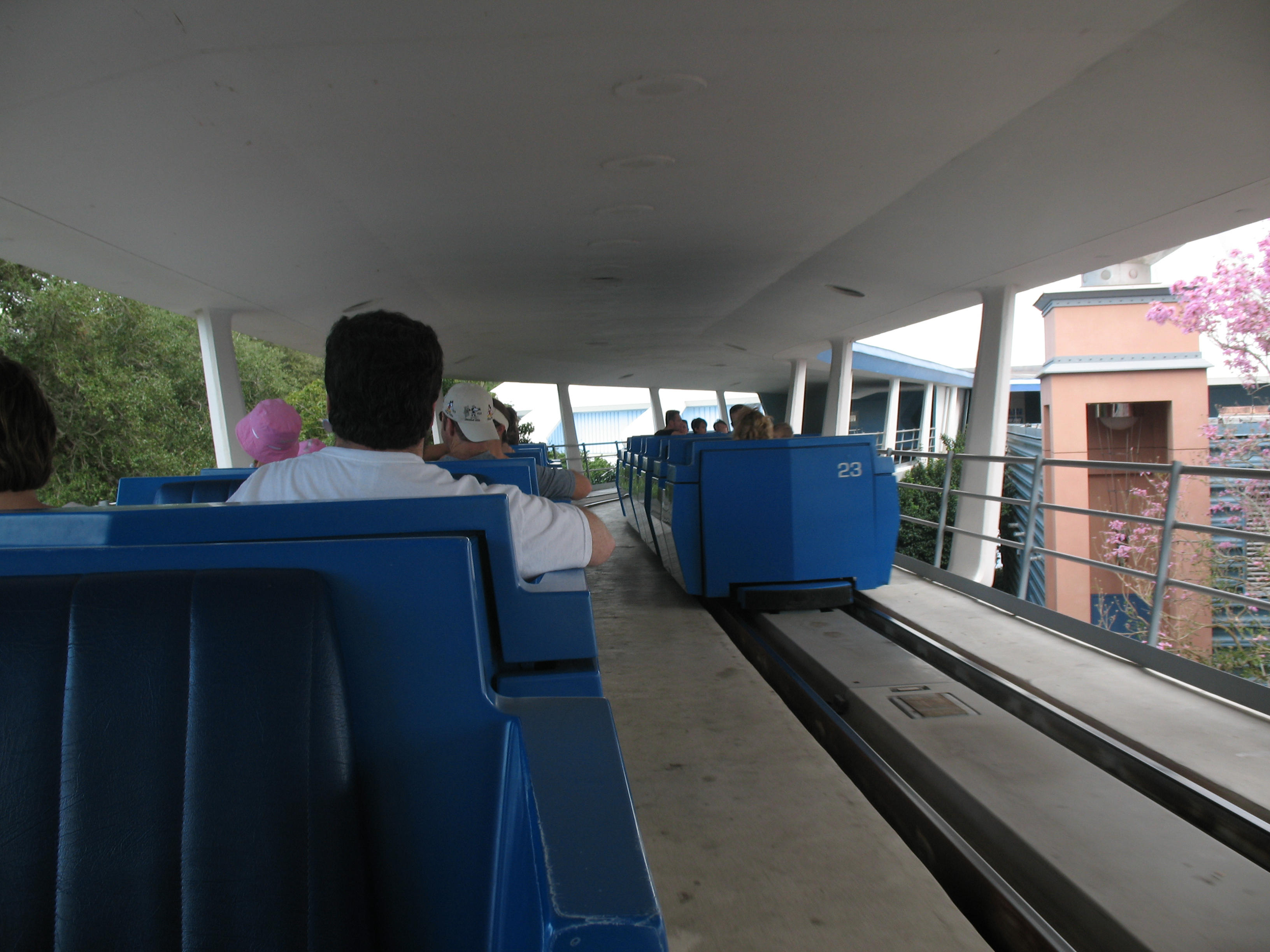
Le Tomorrowland Transit Authority (PeopleMover) à Disney's Magic Kingdom

- Le Tomorrowland Transit Authority (PeopleMover) à Disney's Magic KingdomOuverture : 1er juillet 1975[2]
- réouverture : 11 juin 1994[3]
- Conception : WED Enterprises
- Véhicules : 5 voitures par train, 4 personnes assises par voiture
- Vitesse maximale : 3,2 km/h
- Longueur du parcours : 1 395 m
- Durée : 16 min
- Type de support : électro-aimants (533)
- Taille requise : aucune
- Ticket requis : "D"
- Type d'attraction : WEDWay
- Situation : 28° 25′ 06″ N, 81° 34′ 45″ O